# Caio Duilio (1880)
El Caio Duilio fue un buque torreta de la Regia Marina (Marina Italiana), construido en los astilleros de Castellammare di Stabia (Italia), botado en 1876 y asignado en 1880.

## Concepción y diseño

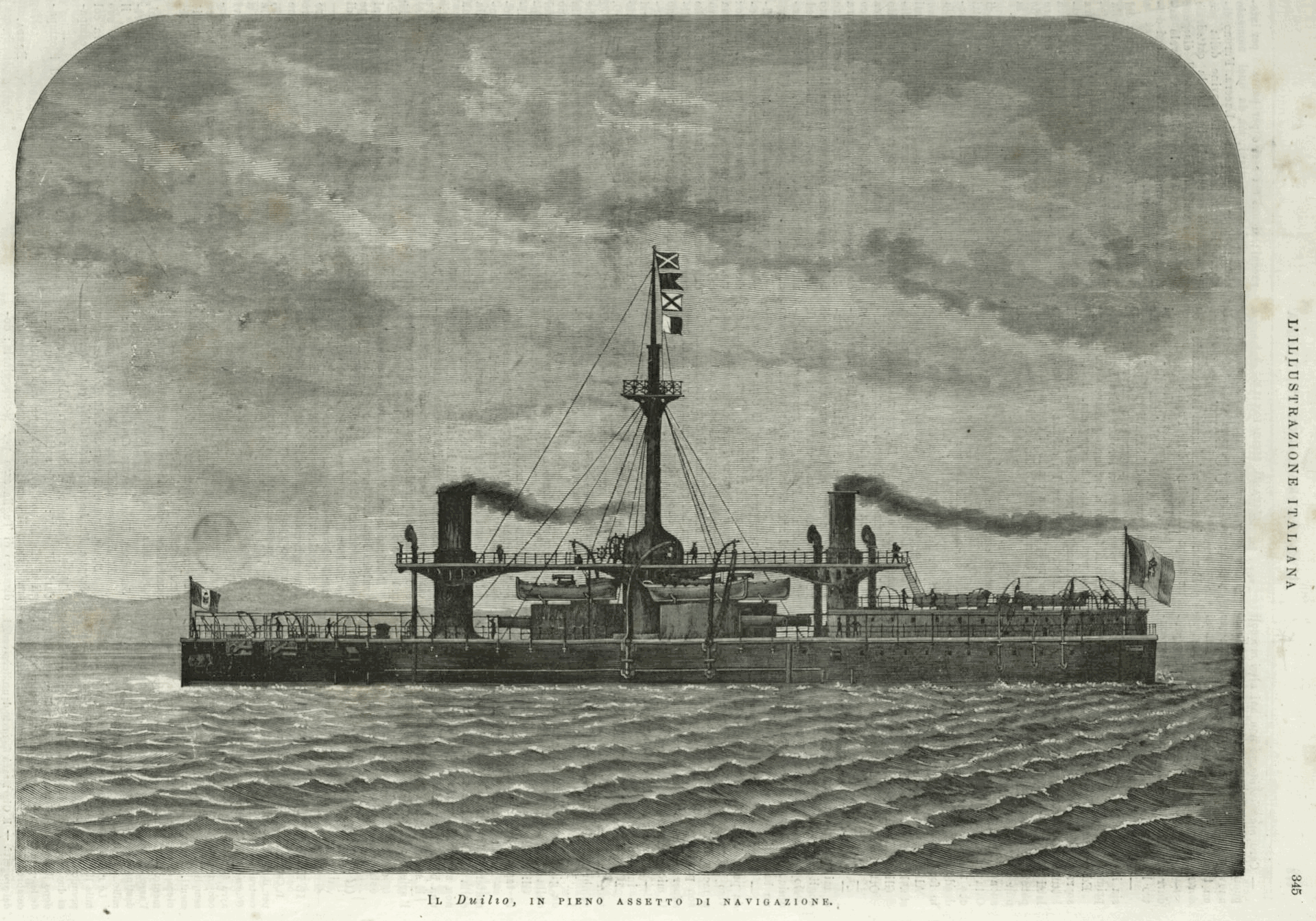
El semanario italiano L'Illustrazione Italiana publicó un artículo sobre el acorazado Caio Duilio en su edición del 1 de junio de 1879. El artículo estaba en la página 342, acompañado de esta ilustración en la página 345. El Duilio aún se estaba acondicionando en ese momento, faltaban partes del puente, casetas y otras superestructuras.

El 12 de marzo de 1873, el ministro de Marina almirante Saint Bon, presenta al Parlamento Italiano un proyecto para la construcción de un nuevo tipo de acorazado. En el informe se proponía que el nuevo buque tuviese mejores capacidades ofensivas y defensivas que anteriores buques semejantes. Se precisó que el buque tenía que ser del tipo buque torreta, sin arboladuras, bien protegidos y con gran capacidad ofensiva.
El proyecto fue abordado por ingeniero y militar Benedetto Brin, Inspector del Cuerpo de Ingenieros Navales de la Marina Italiana, realizando un diseño cuyo blindaje pudiese resistir impactos de proyectiles de 50 toneladas y adoptando el nuevo modelo de cañón Armstrong de 100 toneladas.
El proyecto incluía la construcción de tres acorazados, de los cuales sólo se construyeron dos, el Caio Duilio y el Enrico Dandolo. La tercera unidad, que recibiría grandes transformaciones, daría origen a una nueva clase de acorazado: la Clase Italia (buques Italia y Lepanto).
En las pruebas de navegación, el Caio Duilio demostró poseer una óptima estabilidad y una gran maniobrabilidad, así como la capacidad de alcanzar la velocidad máxima prevista en el proyecto, 15,4 nudos.

### Casco y superestructura
Con un casco construido completamente de hierro, el Caio Duilio tenía un espolón de 4 metros de longitud completamente sumergido y su obra muerta se elevaba sólo 3 metros desde la línea de flotación. Sobre cubierta, entre las dos chimeneas, estaban instaladas las dos torretas de artillería principal, situadas la de proa a estribor y la de popa a babor. Entre las dos se hallaba un gran mástil para señales y observación, unido a las chimeneas por una pasarela.

### Planta motriz
Compuesta por 8 calderas ovales y 2 máquinas verticales de doble expansión, proporcionaba una potencia de 7500 CV y el total de la instalación motriz tenía un peso de 1150 toneladas.
La provisión de carbón para alimentar las calderas era de 1000 toneladas que, navegando a 13 nudos, daba al buque una autonomía algo menor de 3.000 millas.

### Blindaje
El cinturón blindado se limitaba a la zona central con una longitud de 45 m y su espesor máximo era de 550 mm. Con un blindaje en las torretas de 250 mm, y de 450 mm en sus barbetas, la cubierta tenía un grosor de 50 a 80 mm y la torre de mando, de 350 mm.

### Armamento
La artillería principal, compuesta por 4 cañones de 450 mm con cañas de 20,4 calibres, estaba montada en 2 torretas giratorias excéntricas de 2 piezas cada una, situadas a 2,34 metros de la crujía. El arco máximo de tiro de cada torreta era de 310 grados. Los cañones eran de avancarga y su recarga se realizaba desde debajo de la cubierta, con atacadores hidráulicos articulados.
El armamento secundario se encontraba dispuesto en el puente de cubierta, en la toldilla de popa y en la superestructura. Completaban el armamento 3 tubos lanzatorpedos Whitehead y una pequeña lancha torpedera alojada en un compartimento estanco en la popa.

## Historia operacional
El Caio Duilio no intervino en ningún conflicto bélico y su actividad se limitó a realizar cruceros y ejercicios por el Mediterráneo. En el último periodo de su carrera, entre 1900 y 1906, el buque fue desartillado y utilizado como buque escuela de timoneles y como unidad para la defensa local de algunas bases.

Fue dado de baja en 1909.

## Galería

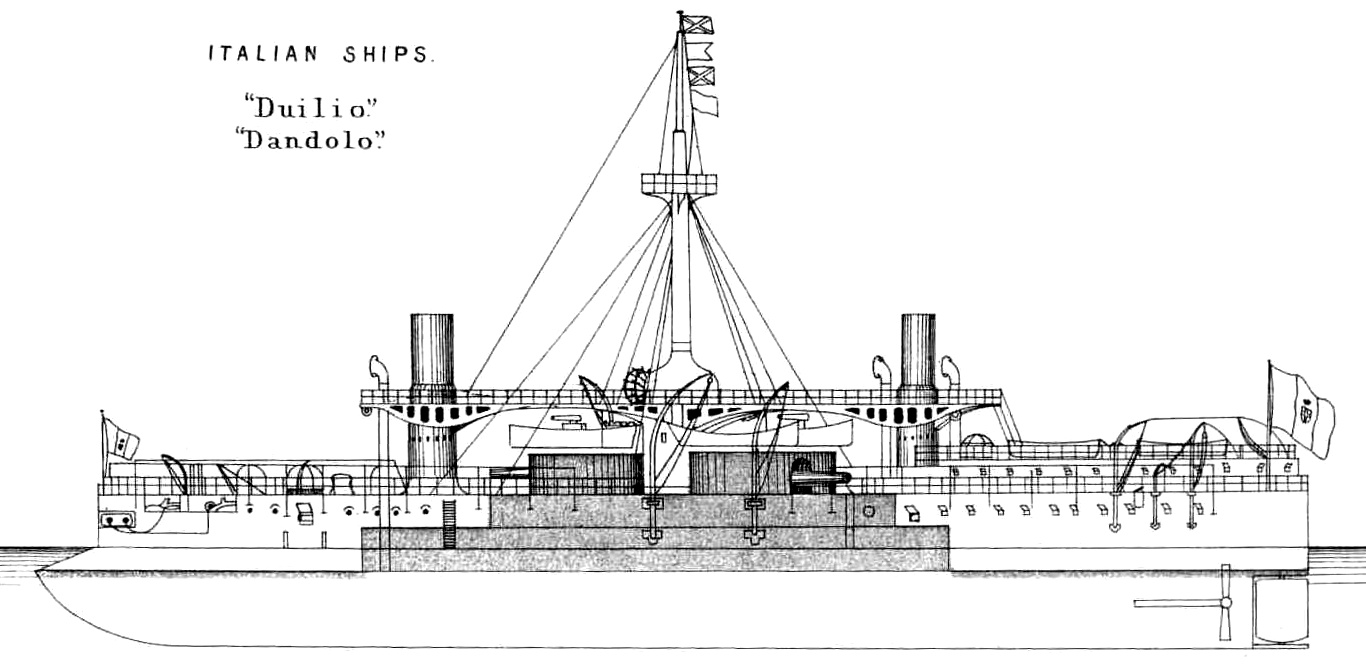
Perfil del buque donde se puede observar, en gris, el blindaje de la artillería principal.
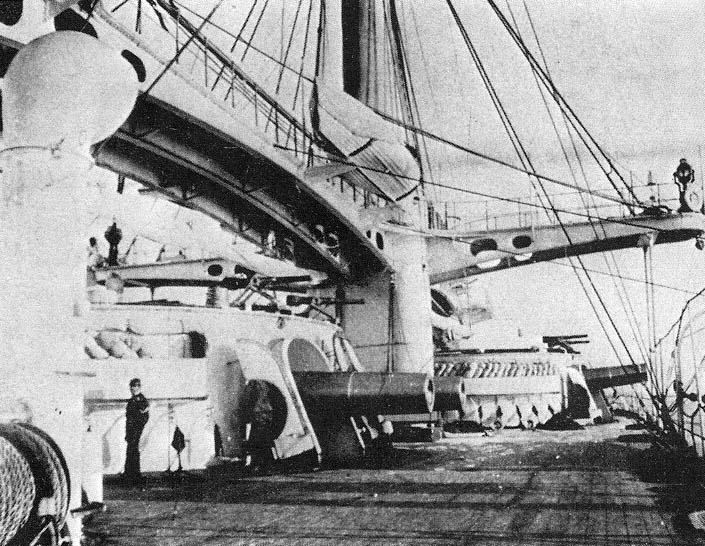
Detalle de las torretas del buque.
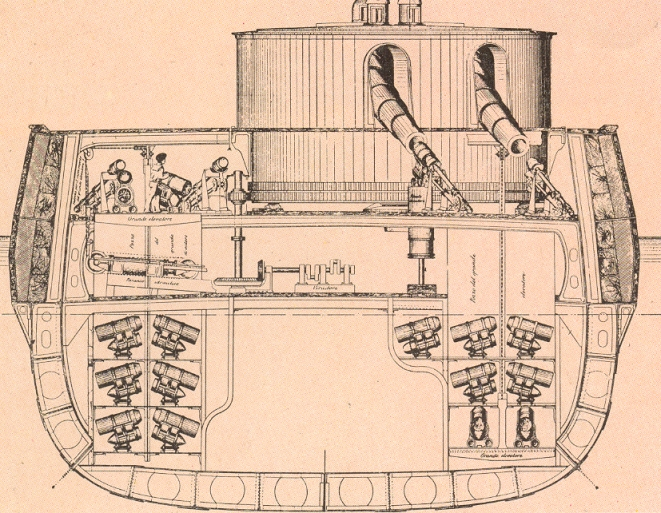
El sistema de recarga de la artillería principal.
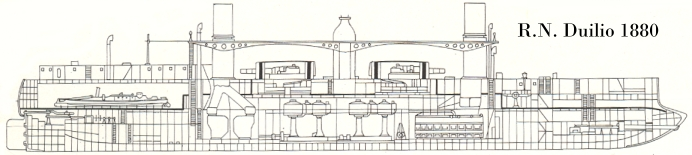
Perfil de buque. Obsérvese el alojamiento para una lancha torpedera, a popa.

## Anexos
- Anexo:Acorazados
- Anexo:Acorazados de Italia
- Wikimedia Commons alberga una categoría multimedia sobre Caio Duilio.

- Datos: Q2518824
- Multimedia: Caio Duilio (ship, 1876) / Q2518824